# Yolanda Adams
Yolanda Adams (Houston, 27 de agosto de 1961) é uma radialista e cantora estadunidense de Música gospel. Já foi premiada com o Grammy e o Dove Awards.
Em Setembro de 2009, Yolanda havia vendido mais de 4,5 milhoes de álbuns desde de 1991, segundo a Nielsen SoundScan. Yolanda Adams nasceu e foi criada em Houston. Ela era a  mais velha de seis irmãos e se formou na Sterling High School em 1979. No dia 11 de dezembro de 2009 a Billboard Magazine a nomeou a primeira artista gospel da última década. No mesmo chart, o seu álbum "Mountain High ... Vale Low" foi reconhecido como o melhor álbum gospel.

## Carreira musical

### Day By Day
Depois de quase quatro anos sem lançar um álbum, Adams voltou em 2005 com o Day By Day. Apesar de "charting" maior que Mountain High ... Vale Low na Billboard 100 e Billboard R&B Albums chart, não receber da RIAA certificação. O álbum contou com os singles "Be Blessed", "Someone Watching Over You", "This Too Shall Pass", e "Victory" (que foi destaque no filme The Gospel, no Brasil, Segundo o evangelho).
Depois de encerrar sua longa associação com a Atlantic Records, Atlantic lançou uma coletânea maior intitulado The Best of Me em Maio de 2007.
Adams assinou com a Columbia Records em 2007. O Columbia lançou What a Wonderful Time, sua segunda coleção "holiday", em outubro de 2007. "Hold On" foi lançado como o primeiro single.

### Morning radio show e lançamento do livro
Após o lançamento de "What a Wonderful Time", Adams lançou no mercado de rádio com o seu "The Yolanda Adams Morning Show". O show provou ser um enorme sucesso, tendo mais de 26 markets em apenas dois anos.

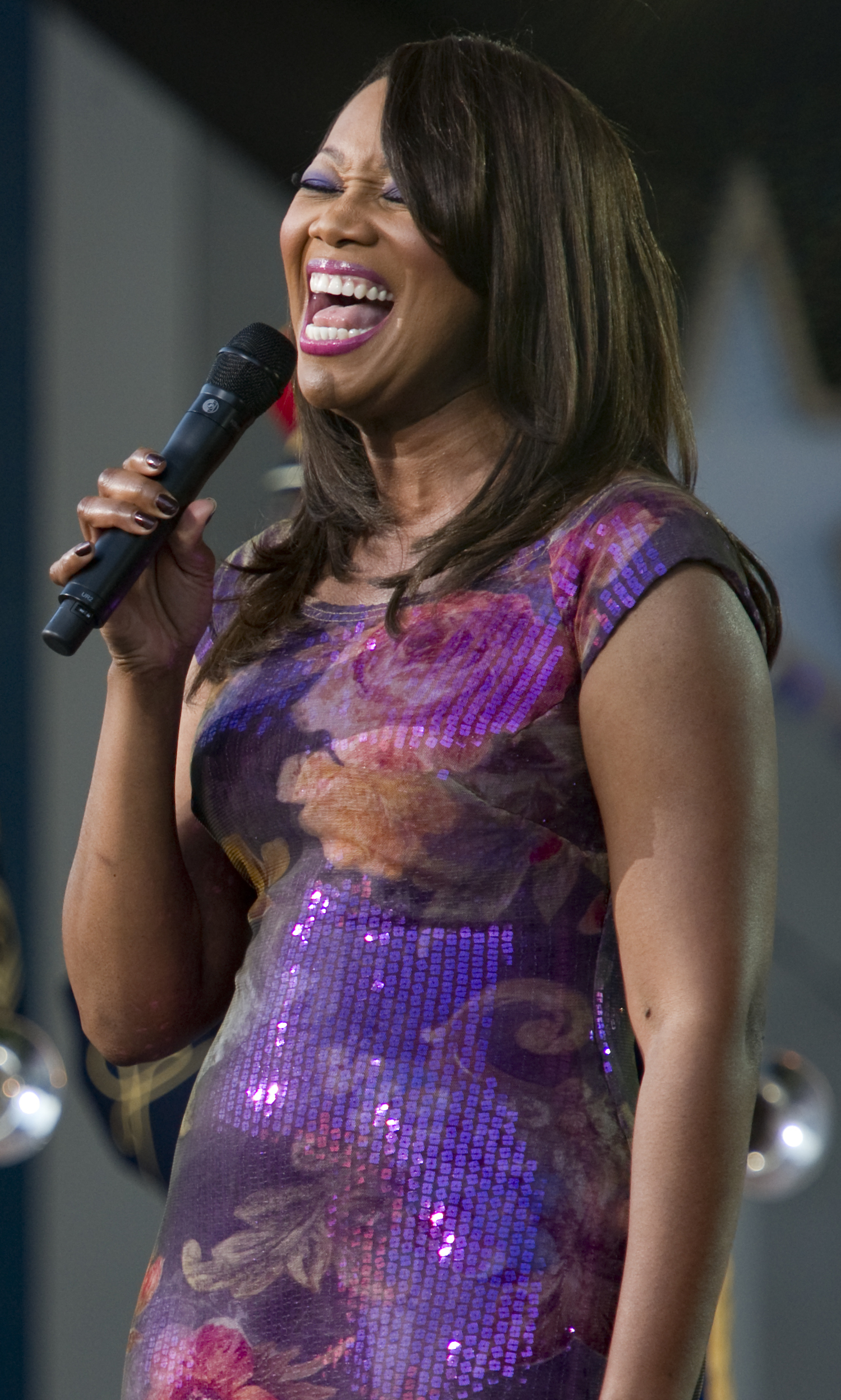
Yolanda Adams apresentando no National Memorial Day Concert, em Maio de 2010.

Em 25 de dezembro de 2009, Adams realizada no BET's The Mo'Nique Show, onde ela cantou "Already Alright", do álbum de 1999 Mountain High...Valley Low. Mo'Nique declarou que a canção é uma de suas favoritas.
Em 2010, Adams lançou seu livro "Points of Power", com base em um dos segmentos de seu programa de rádio.
Yolanda Adams apareceu no BET Honors 2011 para cantar sua canção assinatura "The Battle Is the Lord's", em honra de Cicely Tyson. Mais tarde, Adams apareceu no 53º Grammy Awards, participando de um tributo a Aretha Franklin, juntamente com Jennifer Hudson, Christina Aguilera, Florence Welch do Florence and the Machine, e Martina McBride. Adams realizou "Spirit in the Dark" - clássico de Franklin, de 1970. Em várias ocasiões, Franklin afirmou que ela "amava especialmente" da performance de Yolanda. Em 29 de maio de 2011, Yolanda cantou no prestigiado National Memorial Day Concert, em Washington, D.C., para homenagear os soldados norte-americanos.

### Becoming
O décimo primeiro álbum de  estúdio, Becoming, foi lançado em 3 de maio de 2011. O novo single, "Be Still", produzido por Drathoven, Yolanda Adams estreou na terça-feira, 19 de abril no Morning show. Becoming foi lançado pelo Wal-Mart como um acordo de exclusividade.

## Yolanda naCasa Branca
Yolanda Adams canta "How Great Thou Art" na celebração da Casa Branca de Música ao Movimento dos direitos civis dos negros nos Estados Unidos em 2010.

## Lançamento do livro
Adams lançou seu primeiro livro Points of Power (Pontos do Poder) em 2010. É um livro cristão em referência a viver uma pura vida cristã cheio do Espírito.

## Discografia
- 1987: Just As I Am
- 1991: Through the Storm
- 1993: Save The World
- 1995: More Than A Melody
- 1998: Songs From The Heart
- 1999: Mountain High Valley Low
- 2000: Christmas With Yolanda Adams
- 2001: Believe
- 2005: Day By Day
- 2007: What A Wonderful Time
- 2011: Becoming

## Prêmios
No total, Yolanda Adams ganhou quatro Grammy Awards, dezesseis Stellar Gospel Music Awards, quatro GMA Dove Awards, um American Music Award, sete NAACP Image Awards, uma Soul Train Music Awards e três BET Awards.